# Neon (genre)
Pour les articles homonymes, voir Néon (homonymie).
Genre
Synonymes
- Dicroneon Lohmander, 1944

Neon est un genre d'araignées aranéomorphes de la famille des Salticidae.

## Distribution
Les espèces de ce genre se rencontrent en Asie, en Europe, en Amérique, en Afrique du Nord et en Océanie.

## Liste des espèces
Selon World Spider Catalog (version 24.5, 17/08/2023) :
- Neon acoreensis Wunderlich, 2008
- Neon australis Richardson, 2013
- Neon avalonus Gertsch & Ivie, 1955
- Neon caboverdensis Schmidt & Krause, 1998
- Neon convolutus Denis, 1937
- Neon ellamae Gertsch & Ivie, 1955
- Neon ferrugineus Suguro, 2023
- Neon kiyotoi Ikeda, 1995
- Neon kovblyuki Logunov, 2004
- Neon levis (Simon, 1871)
- Neon minutus Żabka, 1985
- Neon muticus (Simon, 1871)
- Neon nelli Peckham & Peckham, 1888
- Neon nigriceps Bryant, 1940
- Neon ningyo Ikeda, 1995
- Neon nojimai Ikeda, 1995
- Neon pictus Kulczyński, 1891
- Neon pixii Gertsch & Ivie, 1955
- Neon plutonus Gertsch & Ivie, 1955
- Neon punctulatus Karsch, 1880
- Neon rayi (Simon, 1875)
- Neon reticulatus (Blackwall, 1853)
- Neon robustus Lohmander, 1945
- Neon sumatranus Logunov, 1998
- Neon taylori Richardson, 2013
- Neon valentulus Falconer, 1912
- Neon wangi Peng & Li, 2006
- Neon zonatus Bao & Peng, 2002

## Systématique et taxinomie
Ce genre a été décrit par Simon en 1876 dans les Attidae.

## Publication originale
- Simon, 1876 : Les arachnides de France. Paris, vol. 3, p. 1-364.